# Сельское поселение Радужное
Сельское поселение Ра́дужное — упразднённое муниципальное образование со статусом сельского поселения в Коломенском муниципальном районе Московской области.
Административный центр был в посёлке Радужный.

## История
Образовано в ходе муниципальной реформы, в соответствии с Законом Московской области от 15.02.2005 года № 43/2005-ОЗ «О статусе и границах Коломенского муниципального района и вновь образованных в его составе муниципальных образований».
Упразднено вместе со всеми другими поселениями бывшего Коломенского муниципального района с 21 апреля 2017 года.

## География
Муниципальное образование было расположено в северной части района. На востоке граничит с сельским поселением Хорошовским и городским поселением Пески, на юге — с городским округом Коломна, на юго-западе — с сельским поселением Проводниковским, на западе — с сельским поселением Непецинским, на севере — с Воскресенским районом. Площадь территории сельского поселения составляет 6397 га.

## Население
| 2006  | 2007  | 2008  | 2009  | 2010  | 2011  |
| ----- | ----- | ----- | ----- | ----- | ----- |
| 5687  | ↘5523 | ↗5561 | ↗5576 | ↘5467 | ↗5480 |
| 2012  | 2013  | 2014  | 2015  | 2016  | 2017  |
| →5480 | ↘5476 | ↘5411 | ↘5376 | ↘5284 | ↘5242 |

## Состав
В состав сельского поселения входило 10 населённых пунктов упразднённой административно-территориальной единицы — Никульского сельского округа :
- посёлок Радужный (наиболее крупный посёлок);
- сёла Мячково, Никульское, Северское, Черкизово;
- деревни Бакунино, Бортниково, Дуброво, Малышево, Подлужье.

Наиболее крупным является посёлок Радужный.

## Свирильск
Древнерусский город Свирильск локализуется большинством исследователей у села Северское. В Ипатьевской летописи, известной по спискам XV и XVI веков, под 1177 годом упомянут бой лопасненского князя Олега Святославича на реке «др.-рус. Свирильск», напавшего на находившийся под рязанской властью черниговский удел Сверилеск: «Ѡлегъ же совокупѧ дружину свою и выиде к нему и бьӕхутьсѧ на Свирильскѣ и побѣди Ѡлегъ Ст҃ославича шюрина своего и много дружины изоима а самъ ѡдва оутече».